# ولی منور ادیشن (ویرجینیای غربی)
ولی منور ادیشن، ویرجینیای غربی (به انگلیسی: Valley Manor Addition, West Virginia) یک منطقهٔ مسکونی در ایالات متحده آمریکا است که در شهرستان وود، ویرجینیای غربی واقع شده‌است.

## خصوصیات
ولی منور ادیشن ۲۰۲٫۰۸ متر بالاتر از سطح دریا واقع شده‌است.